# Convento dos Capuchos (Caparica)

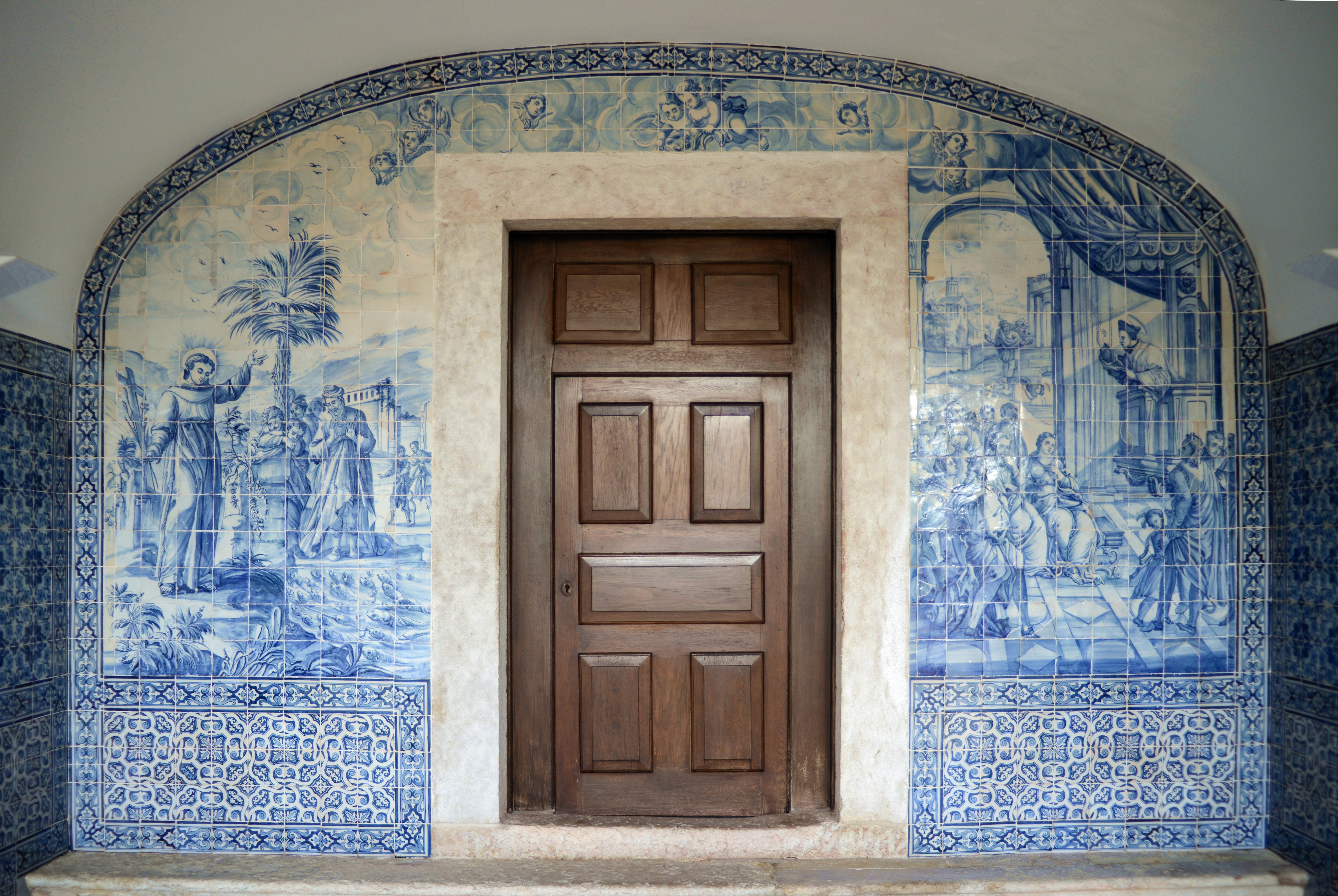
Portaria, em azulejo, da Igreja do Convento dos Capuchos de Caparica, em Almada.

O Convento dos Capuchos, também referido como Convento dos Capuchos de Nossa Senhora da Piedade e Igreja de Nossa Senhora da Conceição é um antigo convento da Ordem de São Francisco que fica localizado na área da Paisagem Protegida da Arriba Fóssil da Costa de Caparica, no lugar do Outeiro do Funchal, na atual freguesia de Caparica e Trafaria, no Município de Almada.
A partir dele, mais propriamente do Miradouro dos Capuchos que lhe fica próximo, pode observar-se não só a Costa de Caparica, a sua extensa costa de praia e até os arredores, como se avista ainda uma esplêndida paisagem da Costa de Lisboa, Estoril e Cascais. Este convento foi mandado edificar por Lourenço Pires de Távora em 1558.

## História
O Convento dos Capuchos é um antigo convento de frades franciscanos da mais estrita observância da Província da Arrábida localizado na localidade de Caparica, em Almada, que foi mandado edificar por Lourenço Pires de Távora em 1558.
O monumento, como é apanágio da Ordem dos Franciscanos, é caracterizado pela sua simplicidade, embora se possa observar elegância nas suas linhas.
No frontispício, um triplo pórtico, com colunas simples e um arco ao centro, ostenta um notável trabalho em ferro forjado permitindo a iluminação da galilé de acesso ao corpo da capela. Na fachada estão representados os símbolos da Ordem Franciscana, bem como o escudo das armas dos Távoras.
O declínio do convento coincide com a queda da Casa dos Távoras. A família Távora foi perseguida por Sebastião José de Carvalho e Melo, o Marquês de Pombal, e os seus membros foram cruel e impiedosamente executados em 13 de janeiro de 1759, sob a acusação de terem conspirado para assassinar o rei D. José I de Portugal. Esses acontecimentos ficaram conhecidos sob o nome de Processo dos Távoras.
Em 1834, foi publicada uma lei que extinguiu as ordens religiosas e o Convento dos Capuchos passou por transmissões sucessivas, até ser adquirido pela Câmara Municipal de Almada em 1950.
Quando se procedeu ao seu restauro em 1952, foram colocados painéis de azulejo, que têm como tema os sermões de Santo António e o retábulo em talha oferecido pelo Director do Museu de Arte Antiga (Lisboa).
Actualmente, o Convento dos Capuchos funciona como sala de visitas do Município de Almada e aí a Câmara Municipal promove diversos espectáculos de índole cultural, bem como duas galerias de exposição, sendo uma permanente subordibada ao tema O Convento dos Capuchos, vida, memória, identidade.

## Galeria de fotos

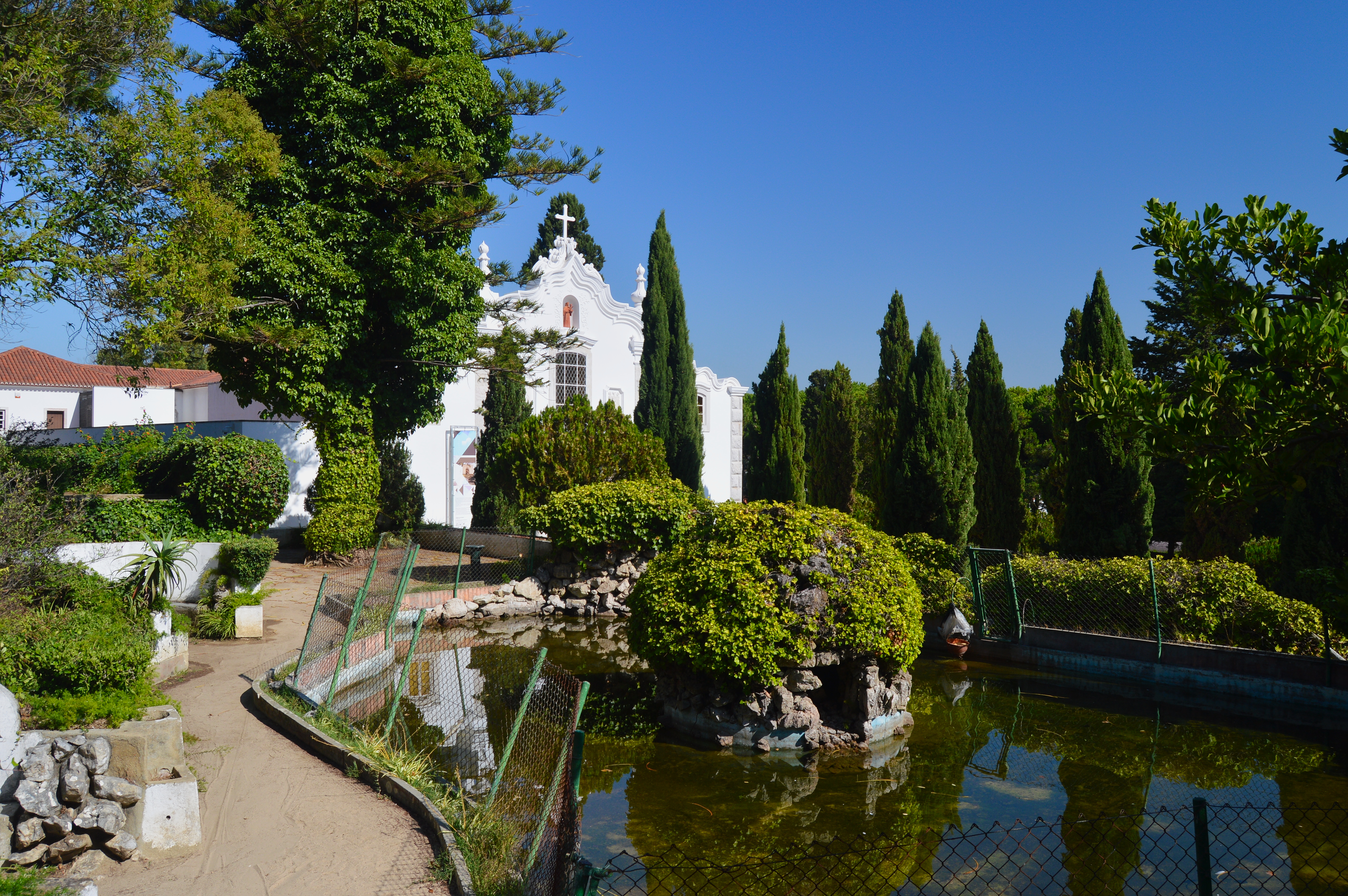
Jardins do Convento dos Capuchos
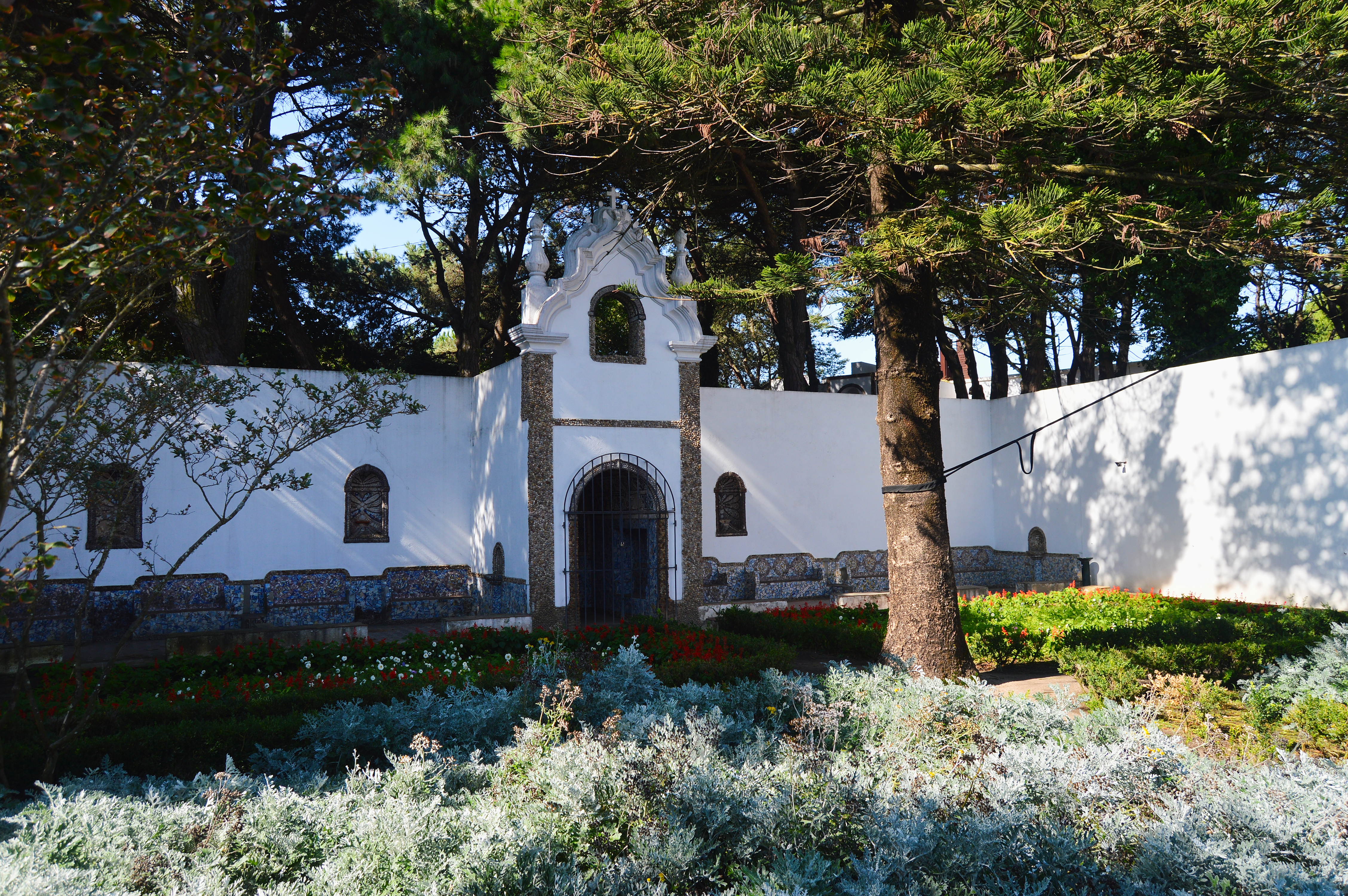
Jardins do Convento dos Capuchos
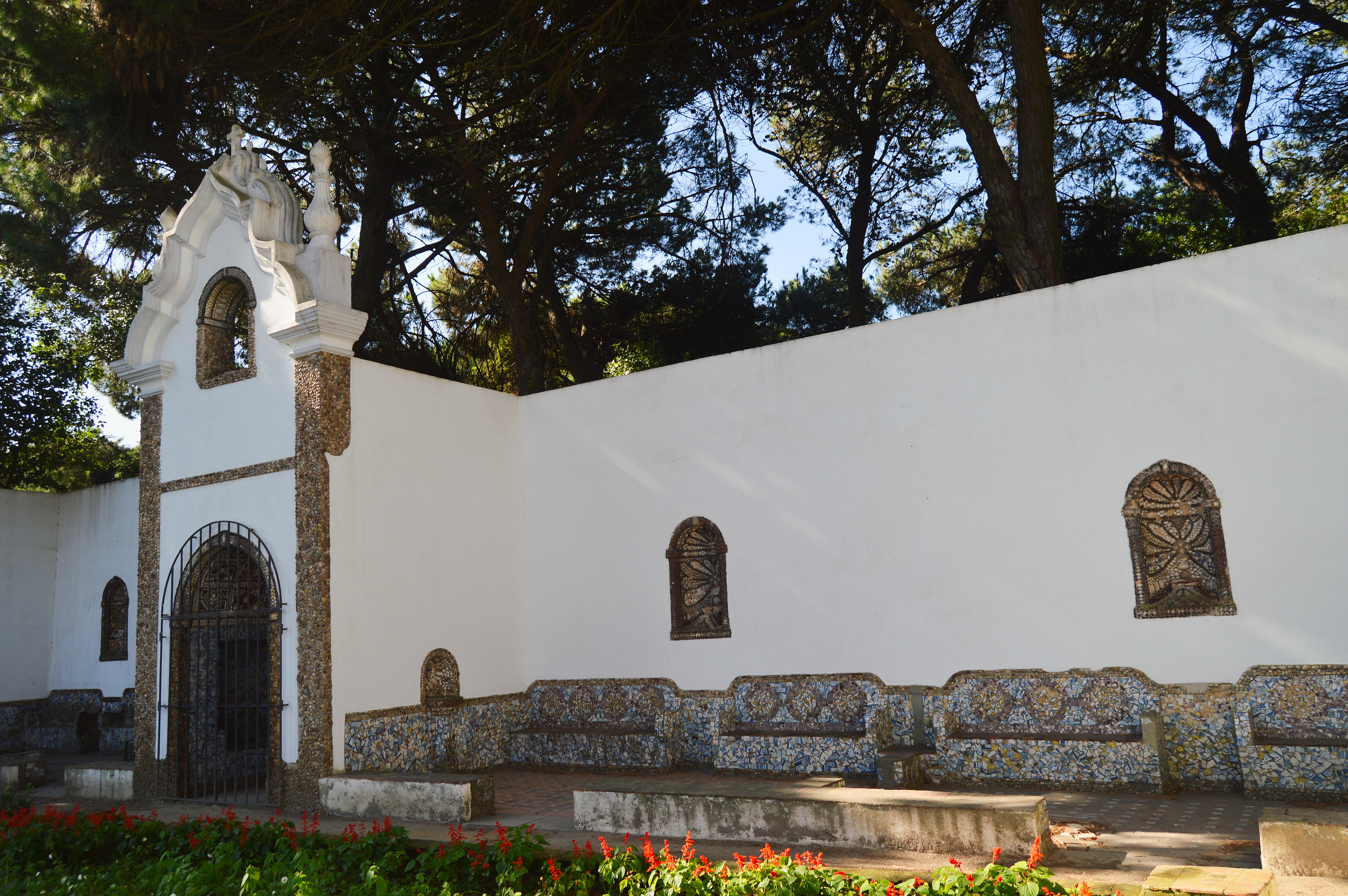
Jardins do Convento dos Capuchos
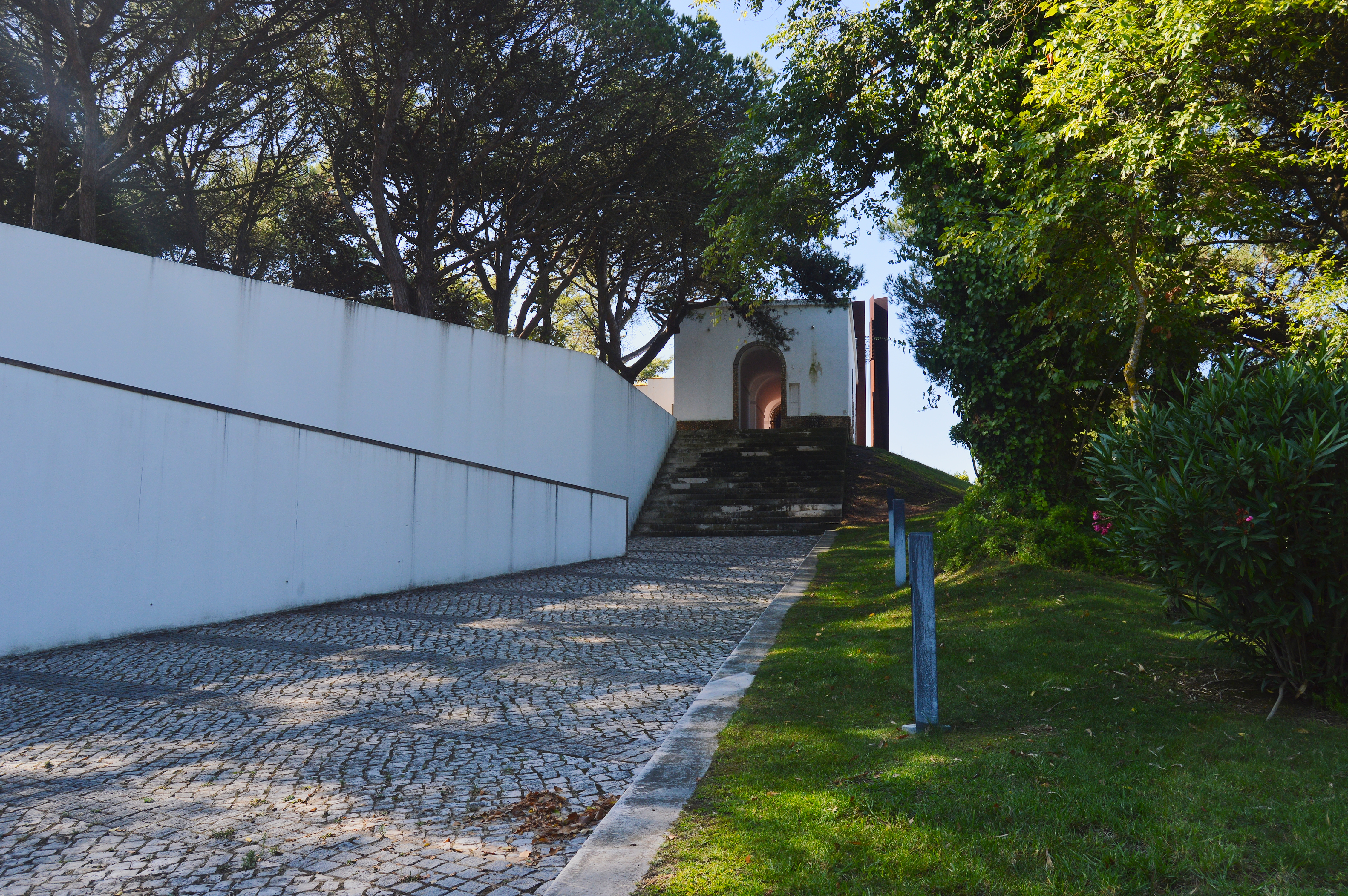
Acesso ao ermitério e miradouro de Nossa Senhora da Boa Viagem
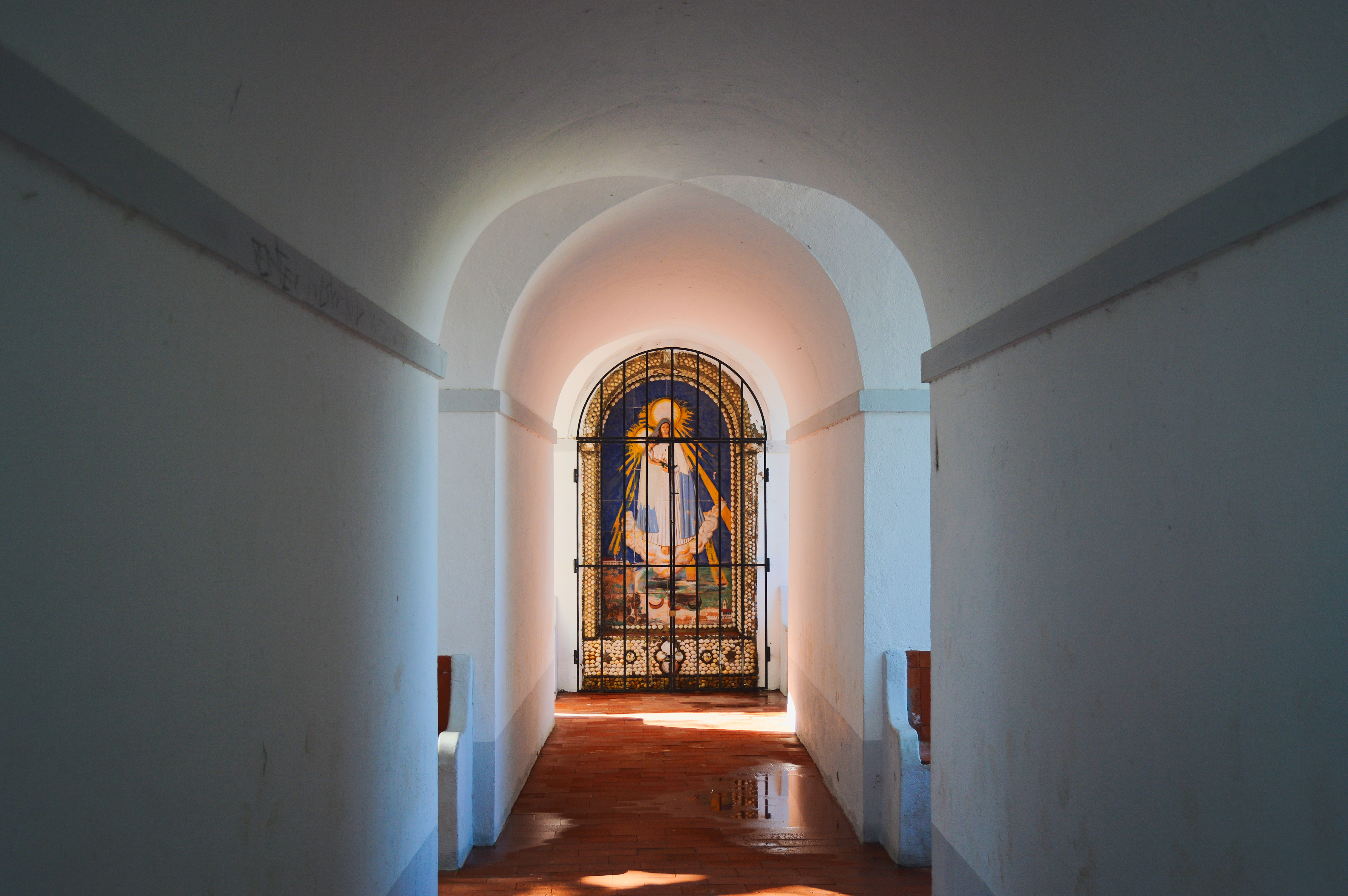
Painel de Nossa Senhora da Boa Viagem
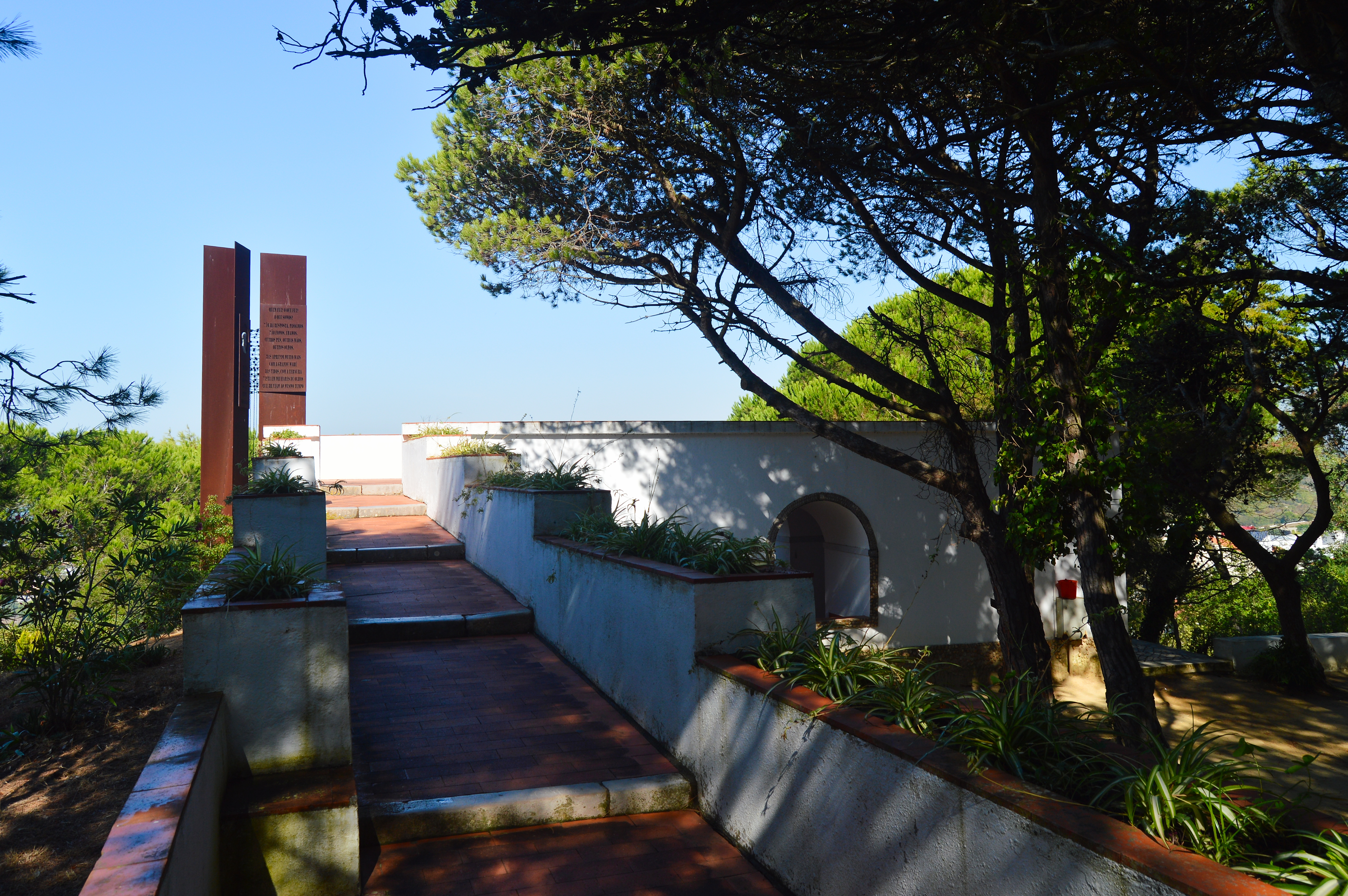
Monumento a Pablo Neruda no Jardim dos Capuchos